# Isaías Coelho
Isaías Coelho es un municipio brasileño del estado del Piauí. 

## Historia
La ciudad recibió ese nombre en homenaje a uno de los mayores médicos de la región Isaías Rodrigues Coelho, conocido como Dr. Isaías, que actuó en el siglo pasado y que poseía inmensa habilidad para resolver problemas en circunstancias no siempre favorables. También se destacó por su inmensa generosidad y su genio fuerte.

## Geografía
Se localiza a una latitud 07º44'16" sur y a una longitud 41º40'34" oeste, estando a una altitud de 260 metros. Su población estimada según el IBGE en 2009 era de 8 043 habitantes.